# Třída U 51
Třída U 51 byla třída středních ponorek německé Kaiserliche Marine z období první světové války. Celkem bylo postaveno šest jednotek této třídy. Ve službě byly v letech 1916–1918. Dvě byly za války potopeny, ostatní byly po válce předány vítězným mocnostem (Francie, Japonsko, Velká Británie). Ponorku U 55 po válce provozovalo Japonsko.

## Stavba
Německá loděnice Germaniawerft v Kielu postavila celkem šest ponorek tohoto typu.
Jednotky třídy U 51:
| Jméno | Loděnice            | Založení kýlu | Spuštění na vodu   | Vstup do služby | Osud |
| ----- | ------------------- | ------------- | ------------------ | --------------- | --- |
| U 51  | Germaniawerft, Kiel | 1914          | 25. listopadu 1915 | února 1916      | Dne 14. července 1916 v Severním moři před ústím Emže potopena britskou ponorkou HMS H5.                                                                |
| U 52  | Germaniawerft, Kiel | 1914          | 8. prosince 1915   | březen 1916     | Dne 29. října 1917 se v Kielu potopila po explozi torpéda, vyzvednuta a v květnu 1918 vrácena do služby. Roku 1918 předána Velké Británii, sešrotována. |
| U 53  | Germaniawerft, Kiel | 1914          | 1. února 1916      | duben 1916      | Roku 1918 předána Velké Británii. |
| U 54  | Germaniawerft, Kiel | 1914          | 22. února 1916     | květen 1916     | Roku 1918 předána Itálii. |
| U 55  | Germaniawerft, Kiel | 1914          | 18. března 1916    | červen 1916     | Roku 1918 předána Japonsku, v letech 1920–1921 sloužila jako O-3, sešrotována.                                                                          |
| U 56  | Germaniawerft, Kiel | 1914          | 18. dubna 1916     | červen 1916     | Dne 3. listopadu 1916 se potopila z neznámé příčiny. |

## Konstrukce

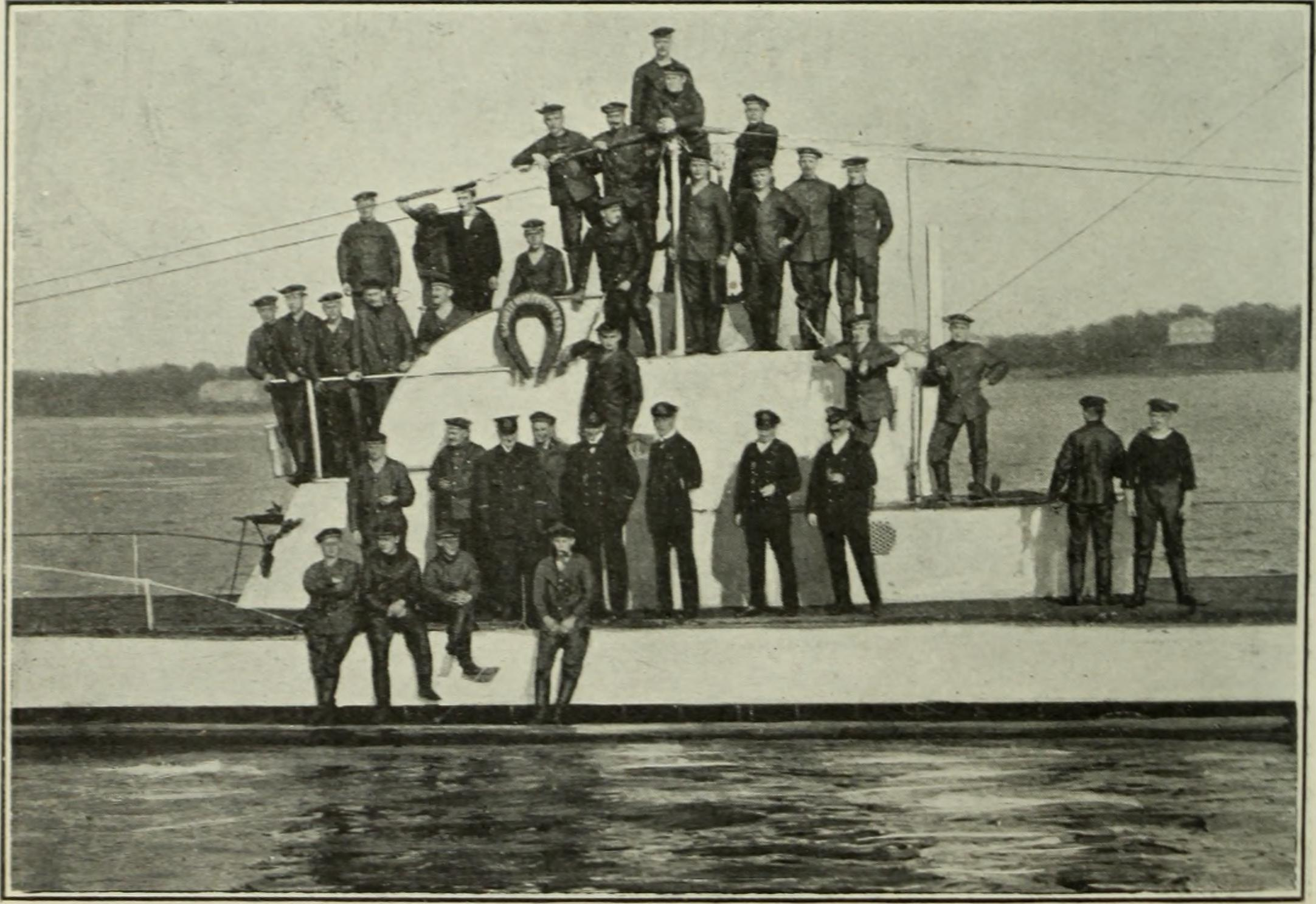
Velitelská věž ponorky SM U 53 s posádkou

Ponorky měly dvojtrupou koncepci. Výzbroj tvořily dva 88mm kanóny TK L/30 C/08 a čtyři 500mm torpédomety (dva příďové a dva záďové) se zásobou osmi torpéd. Pohonný systém tvořily dva šestiválcové diesely MAN o výkonu 2400 bhp a dva elektromotory SSW o výkonu 1200 shp, pohánějící dva lodní šrouby. Nejvyšší rychlost dosahovala 17,1 uzlu na hladině a 9,1 uzlu pod hladinou. Dosah byl 9000 námořních mil při rychlosti 8 uzlů na hladině a 55 námořních mil při rychlosti 5 uzlů pod hladinou. Operační hloubka ponoru dosahovala 50 metrů.

### Modifikace
V letech 1916–1917 byly na pěti ponorkách (U 52–U 55) oba 88mm kanóny nahrazeny jedním 105mm kanónem. Později byla na čtyřech člunech (U 53–U 55) výzbroj posílena o jeden 88mm kanón.

## Služba

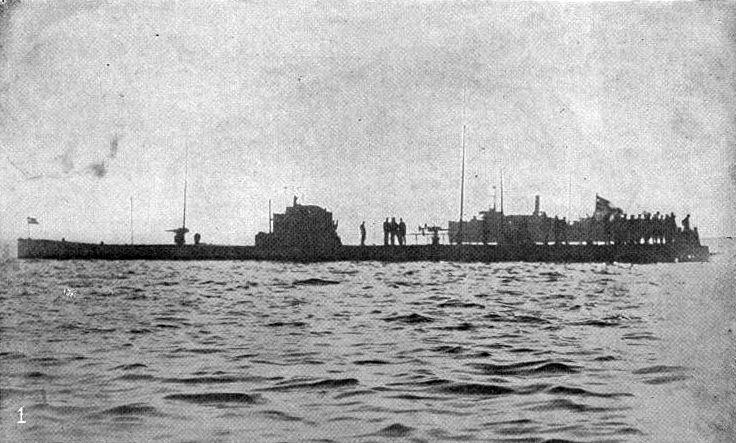
SM U 53

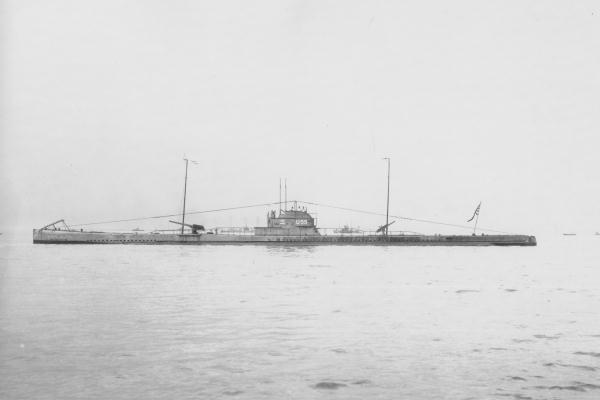
SM U 55 roku 1919 v Jokosuce

Ponorky byly bojově nasazeny za první světové války, přičemž dvě byly ve službě ztraceny. 
Služba třídy U 51:
| Jméno   | Patroly | Potopené lodě   | Poškozené lodě | Zajaté lodě | Válečné lodě                                                                                           | Poznámka |
| ------- | ------- | --------------- | -------------- | ----------- | --- | -------- |
| U 51    | 1       | 0               | 0              | 0           | 0 | [ 3 ]    |
| U 52    | 4       | 29 (70 535 t)   | 4 (12 457 t)   | 0           | HMS Nottingham – lehký křižník Suffren – predreadnought HMS C34 – ponorka HMS Heather – šalupa (pošk.) | [ 4 ]    |
| U 53    | 13      | 87 (224 314 t)  | 10 (46 339 t)  | 0           | USS Jacob Jones (DD-61) – torpédoborec                                                                 | [ 5 ]    |
| U 54    | 12      | 26 (66 713 t)   | 4 (17 847 t)   | 0           | HMS Anchusa – šalupa                                                                                   | [ 6 ]    |
| U 55    | 14      | 64 (133 742 t)  | 7 (26 161 t)   | 2 (3466 t)  | 0 | [ 7 ]    |
| U 56    | 1       | 5 (5701 t)      | 0              | 0           | 0 | [ 8 ]    |
| Celkem: | 45      | 211 (501 005 t) | 25 (102 804 t) | 2 (3466 t)  | 1 predreadnought 1 křižník 1 torpédoborec 1 ponorka 2 šalupy                                           |          |